# التكلفة الغارقة (من الأفضل الاتصال بسول)
«التكلفة الغارقة» (بالإنجليزية: Sunk Costs)‏ هي الحلقة الثالثة للموسم الثالث من مسلسل إيه إم سي التلفزيوني الدرامي من الأفضل الاتصال بسول، المسلسل يُعتبر بادئة من مسلسل اختلال ضال. تم بث الحلقة في 24 أبريل 2017 على قناة إيه إم سي بالولايات المتحدة. خارج الولايات المتحدة، تم عرض الحلقة لأول مرة على خدمة البث نتفليكس في عدة بلدان. عنوان الحلقة هو إشارة إلى التكاليف الغارقة.

## الاستقبال

### التقييمات
عند بث الحلقة، تلقت الحلقة 1.52 مليون مشاهد أمريكي، ونسبة 18-49 من 0.5.

## وصلات خارجية
- «التكلفة الغارقة» على إيه إم سي (بالإنجليزية)
- «التكلفة الغارقة» على قاعدة بيانات الأفلام على الإنترنت (بالإنجليزية)